# Hydropsyche bacanensis
Hydropsyche bacanensis är en nattsländeart som beskrevs av Wolfram Mey 1998. Hydropsyche bacanensis ingår i släktet Hydropsyche och familjen ryssjenattsländor. Inga underarter finns listade i Catalogue of Life.